# Splachnum wulfenianum
Splachnum wulfenianum là một loài rêu trong họ Splachnaceae. Loài này được Schwägr. mô tả khoa học đầu tiên năm 1811.
Danh pháp khoa học của loài này chưa được làm sáng tỏ. 